# Gavino Matta
Gavino Matta (ur. 9 czerwca 1910 w Sassari, zm. 20 stycznia 1954 tamże) – włoski bokser, srebrny medalista letnich igrzysk olimpijskich w Berlinie w kategorii muszej, brązowy medalista mistrzostw Europy z 1937 roku w tej samej kategorii wagowej.
Próbował swoich sił w boksie zawodowym, jednak nie odniósł żadnych sukcesów – w latach 1938–1948 stoczył dwanaście pojedynków, z czego wygrał cztery, a przegrał osiem.